# Église de la Nativité-de-la-Sainte-Vierge de Lierval
L'église de la Nativité-de-la-Sainte-Vierge est une église du XIIe siècle située à Lierval, en France.

## Description
Construite au XIIe, elle fut restaurée après la première guerre mondiale. Nichée en surplomb du village, elle abrite des fonts baptismaux bien conservés (XIIe), et d'intéressants chapiteaux sculptés.

## Localisation
L'église est située sur la commune de Lierval, dans le département de l'Aisne.

## Historique
Cette église date du XIIe siècle.
Le monument est classé au titre des monuments historiques en 1914.